# Batten (Hilders)
Batten ist einer von elf Ortsteilen der Marktgemeinde Hilders im osthessischen Landkreis Fulda in der Rhön. Der Ortsteil ist ein anerkannter Erholungsort.

## Geographische Lage
Batten mit seinem Ortsteil Findlos liegt zwischen Buchschirm (746 m), Rhönwald und Findloser Berg (635 m). Im Ort kreuzen sich die Bundesstraße 458 und die Bundesstraße 278.

## Geschichte

### Ortsgeschichte
Die älteste bekannte schriftliche Erwähnung von Batten erfolgte im Jahr 1024.
Im Türkensteuerregister der Fürstabtei Fulda aus 1605 ist der Ort mit 22 Familien erwähnt.
Hessische Gebietsreform (1970–1977)
Zum 31. Dezember 1971 wurde die bis dahin selbständige Gemeinde Batten im Zuge der Gebietsreform auf freiwilliger Basis in die Gemeinde Hilders eingemeindet. Wie für alle nach Hilders eingegliederten Gemeinden wurde auch für Batten ein Ortsbezirk gebildet.

### Verwaltungsgeschichte im Überblick
Die folgende Liste zeigt die Staaten und Verwaltungseinheiten, denen Batten angehört(e):
- vor 1803: Heiliges Römisches Reich, Hochstift Fulda, Amt Bieberstein
- 1803–1806: Heiliges Römisches Reich, Fürstentum Nassau-Oranien-Fulda, Fürstentum Fulda, Amt Bieberstein
- 1806–1810: Kaiserreich Frankreich,[Anm. 2] Fürstentum Fulda (Militärverwaltung)
- 1810–1813: Großherzogtum Frankfurt, Departement Fulda, Disrrikt Bieberstein
- 1814–1816: Königreich Bayern, Amt Bieberstein
- 1817–1837: Königreich Bayern,[Anm. 3] Untermainkreis, Landgerichtsbezirk Hilder
- 1838–1861: Königreich Bayern, Regierung Unterfranken und Aschaffenburg, Landgerichtsbezirk Hilders
- 1862–1866: Königreich Bayern, Regierungsbezirk Unterfranken, Bezirksamt Gersfeld[Anm. 4]
- ab 1867: Norddeutscher Bund, Königreich Preußen,[Anm. 5] Provinz Hessen-Nassau, Regierungsbezirk Kassel, Kreis Gersfeld
- ab 1871: Deutsches Reich,  Königreich Preußen, Provinz Hessen-Nassau, Regierungsbezirk Kassel, Kreis Gersfeld
- ab 1918: Deutsches Reich, Freistaat Preußen, Provinz Hessen-Nassau, Regierungsbezirk Kassel, Kreis Gersfeld
- ab 1932: Freistaat Preußen, Provinz Hessen-Nassau, Regierungsbezirk Kassel, Kreis Fulda
- ab 1944: Deutsches Reich, Freistaat Preußen, Provinz Kurhessen, Landkreis Fulda
- ab 1945: Deutsches Reich, Amerikanische Besatzungszone, Groß-Hessen, Regierungsbezirk Kassel, Landkreis Fulda
- ab 1946: Deutsches Reich, Amerikanische Besatzungszone, Hessen, Regierungsbezirk Kassel, Landkreis Fulda
- ab 1949: Bundesrepublik Deutschland, Hessen, Regierungsbezirk Kassel, Landkreis Fulda
- ab 1972: Bundesrepublik Deutschland, Hessen, Regierungsbezirk Kassel, Landkreis Fulda, Gemeinde Hilders

## Bevölkerung

### Einwohnerstruktur 2011
Nach den Erhebungen des Zensus 2011 lebten am Stichtag dem 9. Mai 2011 in Batten 223 Einwohner. Darunter waren 3 (1,3 %) Ausländer.
Nach dem Lebensalter waren 66 Einwohner unter 18 Jahren, 126 waren zwischen 18 und 49, 60 zwischen 50 und 64 und 72 Einwohner waren älter.
Die Einwohner lebten in 138 Haushalten. Davon waren 39 Singlehaushalte, 48 Paare ohne Kinder und 42 Paare mit Kindern, sowie 9 Alleinerziehende und keine Wohngemeinschaften. In 33 Haushalten lebten ausschließlich Senioren und in 90 Haushaltungen leben keine Senioren.

### Einwohnerentwicklung
- 1812: 30 Feuerstellen, 229 Seelen[1]

| Batten: Einwohnerzahlen von 1812 bis 2023 | Batten: Einwohnerzahlen von 1812 bis 2023 | Batten: Einwohnerzahlen von 1812 bis 2023 | Batten: Einwohnerzahlen von 1812 bis 2023 | Batten: Einwohnerzahlen von 1812 bis 2023 |
| --- | ----------------------------------------- | ----------------------------------------- | ----------------------------------------- | ----------------------------------------- |
| Jahr |                                           |                                           |                                           | Einwohner                                 |
| 1812 | 1812                                      |                                           | 272                                       | 272                                       |
| 1834 | 1834                                      |                                           | 361                                       | 361                                       |
| 1840 | 1840                                      |                                           | 344                                       | 344                                       |
| 1846 | 1846                                      |                                           | 347                                       | 347                                       |
| 1852 | 1852                                      |                                           | 350                                       | 350                                       |
| 1858 | 1858                                      |                                           | 327                                       | 327                                       |
| 1864 | 1864                                      |                                           | 336                                       | 336                                       |
| 1871 | 1871                                      |                                           | 297                                       | 297                                       |
| 1875 | 1875                                      |                                           | 286                                       | 286                                       |
| 1885 | 1885                                      |                                           | 294                                       | 294                                       |
| 1895 | 1895                                      |                                           | 284                                       | 284                                       |
| 1905 | 1905                                      |                                           | 309                                       | 309                                       |
| 1910 | 1910                                      |                                           | 321                                       | 321                                       |
| 1925 | 1925                                      |                                           | 321                                       | 321                                       |
| 1939 | 1939                                      |                                           | 312                                       | 312                                       |
| 1946 | 1946                                      |                                           | 460                                       | 460                                       |
| 1950 | 1950                                      |                                           | 421                                       | 421                                       |
| 1956 | 1956                                      |                                           | 347                                       | 347                                       |
| 1961 | 1961                                      |                                           | 346                                       | 346                                       |
| 1967 | 1967                                      |                                           | 372                                       | 372                                       |
| 1970 | 1970                                      |                                           | 368                                       | 368                                       |
| 1980 | 1980                                      |                                           | ?                                         | ?                                         |
| 1990 | 1990                                      |                                           | ?                                         | ?                                         |
| 2000 | 2000                                      |                                           | ?                                         | ?                                         |
| 2011 | 2011                                      |                                           | 223                                       | 223                                       |
| 2023 | 2023                                      |                                           | 285                                       | 285                                       |
| Datenquelle: Historisches Gemeindeverzeichnis für Hessen: Die Bevölkerung der Gemeinden 1834 bis 1967. Wiesbaden: Hessisches Statistisches Landesamt, 1968. Weitere Quellen: LAGIS; Gemeinde Hilders; Zensus 2011 |                                           |                                           |                                           |                                           |

### Historische Religionszugehörigkeit
| • 1885: | 06 evangelische (= 1,70 %), 289 katholische (= 98,30 %) Einwohner |
| • 1961: | 34 evangelische (= 9,83 %), 310 katholische (= 89,60 %) Einwohner |

## Politik
Für Batten besteht ein Ortsbezirk (Gebiete der ehemaligen Gemeinde Batten) mit Ortsbeirat und Ortsvorsteher nach der Hessischen Gemeindeordnung. Der Ortsbeirat besteht aus fünf Mitgliedern. Bei den Kommunalwahlen in Hessen 2021 betrug die Wahlbeteiligung zum Ortsbeirat 65,76 %. Alle Kandidaten gehörten der Bürgerliste an. Der Ortsbeirat wählte Horst Reulbach zum Ortsvorsteher.